# Untergeiersnest
Untergeiersnest ist ein Gemeindeteil des Marktes Schondra im unterfränkischen Landkreis Bad Kissingen in Bayern.

## Geographische Lage
Westlich des Dorfes verläuft der Leichtersbach. Die durch den Ort verlaufende Bundesstraße 27 führt nordwärts über Unterleichtersbach, Oberleichtersbach und Buchrasen nach Bad Brückenau und südwärts über Neuwirtshaus (Gemeindeteil von Wartmannsroth) und Untererthal (Gemeindeteil von Hammelburg) nach Hammelburg. Nach Osten zu ist Untergeiersnest mit Schönderling verbunden.

## Geschichte
Das Gründungsjahr von Untergeiersnest, das früher auch Niedergeiersnest hieß, ist nicht sicher belegt. Der mündlichen Überlieferung eines Schönderlingers aus dem Jahr 1602 zufolge soll der Ort im Jahr 1550 als Siedlung von Bauern aus Schwärzelbach (heute Ortsteil von Wartmannsroth) entstanden sein. Laut Heimatforscher Joosef Wabra jedoch wurde Untergeiersnest erst 1560 gegründet. Möglicherweise entstand der Ort auf Grund seiner verkehrstechnisch günstigen Lage nach der Errichtung eines Gasthauses.
Während des Dreißigjährigen Krieges flohen im Oktober 1634 die Einwohner aus Untergeiersnest, als der Ort und seine Umgebung von Kroaten verwüstet wurden. Erst nach 1650 war der Ort wieder bewohnt.
Im Jahr 1808 kam Untergeiersnest an Schönderling, gehörte auf seelsorgerischer Ebene aber weiterhin zur Pfarrei Oberleichtersbach.
Im Jahr 1874 entstand in Untergeiersnest eine Schule.
Am 1. Mai 1978 wurde Schönderling im Rahmen der Gebietsreform in Bayern in den Markt Schondra eingegliedert.